# NGC 5304
NGC 5304 је елиптична галаксија у сазвежђу Кентаур која се налази на NGC листи објеката дубоког неба.
Деклинација објекта је - 30° 34' 43" а ректасцензија 13h 50m 1,4s. Привидна величина (магнитуда) објекта NGC 5304 износи 12,6 а фотографска магнитуда 13,6. Налази се на удаљености од 51,929 милиона парсека од Сунца. NGC 5304 је још познат и под ознакама ESO 445-52, MCG -5-33-22, PGC 49090.